# Umbaúba
Umbaúba est une municipalité brésilienne située dans l'État du Sergipe.